# Daïra d'Aïn Témouchent
La daïra d'Aïn Témouchent est une circonscription administrative algérienne située dans la wilaya d'Aïn Témouchent et la région d'Oranie. Son chef-lieu est situé sur la commune éponyme d'Aïn Témouchent.

## Communes
La daïra regroupe les deux communes de Aïn Témouchent et Sidi Ben Adda.